# عملیات در عمق
نبرد عمیق شوروی (انگلیسی: Deep operation) یک نظریه نظامی بود که توسط اتحاد جماهیر شوروی سوسیالیستی برای نیروهای مسلح شوروی در طول دهه‌های ۱۹۲۰ و ۱۹۳۰ توسعه داد. این یک اصل بود که بر انهدام، سرکوب یا بهم ریختن نیروهای دشمن نه تنها در خط تماس بلکه در سراسر عمق میدان نبرد تأکید داشت.